# باشگاه فوتبال وودسون پارک
باشگاه فوتبال وودسون پارک (به انگلیسی: Wodson Park Football Club) یک باشگاه فوتبال در شهر ویر، هرتفوردشایر، کشور انگلستان است که در سال ۱۹۹۷ میلادی تأسیس شده‌است.